# Xiangcheng
Pour les articles homonymes, voir Xiangcheng (homonymie).
Xiangcheng (项城 ; pinyin : Xiàngchéng) est une ville de la province du Henan en Chine. C'est une ville-district placée sous la juridiction de la ville-préfecture de Zhoukou. Le premier président chinois Yuan Shikai est né à Zhangying (张营村), un des villages de la juridiction de Xiangcheng.

## Démographie
La population du district était de 785 276 habitants en 1999.

## Personnalités
Xiangcheng est le lieu de naissance de Yuan Shikai, président de la République de Chine de 1912 à 1915.